# There & Back
| 전문가 평가                                | 전문가 평가 |
| 평가 점수                                  | 평가 점수   |
| 출처                                       | 점수        |
| ------------------------------------------ | ----------- |
| AllMusic                                   | [ 3 ]       |
| The Encyclopedia of Popular Music          | [ 4 ]       |
| MusicHound Rock: The Essential Album Guide | [ 2 ]       |
| The Rolling Stone Album Guide              | [ 5 ]       |

《There & Back》은 영국의 기타리스트 제프 벡의 네 번째 스튜디오 솔로 음반으로, 1980년 7월 4일, 에픽 레코드를 통해 발매되었다. 이 음반은 미국 《빌보드》 재즈 음반 차트와 빌보드 200 차트에서 각각 10위와 21위를 기록했으며, 스웨덴 음반 차트에서는 36위를 기록했다.

## 배경
이 음반은 이전 두 음반인 《Blow by Blow》 (1975년)와 《Wired》 (1976년)의 재즈 퓨전 요소를 대부분 유지하면서도 인스트루멘탈 록으로의 스타일적 변화를 보여준다. 〈Star Cycle〉은 수년 동안 《미국 미드 사우스 레슬링》과 영국 음악 프로그램 《더 튜브》의 주제곡으로 사용되었다. 〈The Pump〉는 1983년 영화 《위험한 청춘》에 등장했으며, 〈Too Much to Lose〉는 키보디스트 얀 해머가 작곡한 곡의 기악 커버곡으로, 1977년 얀 해머 그룹의 음반 멜로디에 처음 수록되었다.

## 곡 목록
| #  | 제목                 | 작곡                         | 재생 시간 |
| -- | -------------------- | ---------------------------- | --------- |
| 1. | 〈Star Cycle〉       | 얀 해머                      | 4:59      |
| 2. | 〈Too Much to Lose〉 | 해머                         | 2:59      |
| 3. | 〈You Never Know〉   | 해머                         | 4:03      |
| 4. | 〈The Pump〉         | 토니 하이마스, 사이먼 필립스 | 5:50      |

| #  | 제목                | 작곡             | 재생 시간 |
| -- | ------------------- | ---------------- | --------- |
| 1. | 〈El Becko〉        | 하이마스, 필립스 | 4:01      |
| 2. | 〈The Golden Road〉 | 하이마스, 필립스 | 4:58      |
| 3. | 〈Space Boogie〉    | 하이마스, 필립스 | 5:10      |
| 4. | 〈The Final Peace〉 | 벡, 하이마스     | 3:38      |